# Кирикович, Александр Григорьевич
Александр Григорьевич Кирикович (родился 25 октября 1927 года, Плоскинь, Пинский повет Полесского воеводства, Польша — 8 января 2006 года, Североуральск, Свердловская область, Россия) — Герой Социалистического Труда (1966), проходчик шахтостроительного управления № 1 треста «Бокситстрой» Свердловской области.

## Биография
Родился 25 октября 1927 года в деревне Плоскинь Пинского повета Полесского воеводства Польской Республики (ныне — Брестская область, Белоруссия).
В годы Великой Отечественной войны был участником партизанского движения в Белоруссии, в 1945 году был мобилизован в Красную Армию и демобилизован только в 1951 году, вернулся в родную деревню.
В 1952 году состоялся оргнабор в Сосьвинский район Свердловской области, где он работал лесозаготовителем на Сосьвинском сплаве в 1952—1953 годах. С мая 1953 года работал проходчиком на шахте № 4 шахтостроительного управления (ШСУ № 1) строительного треста «Бокситстрой» в Североуральске Свердловской области. Возводил наклонные шахты, проходил вертикальные стволы, околствольные выработки, осваивал пневмобетоноукладчик, погрузочные машины непрерывного действия. Стал звеньевым в бригаде Героя Социалистического Труда И. В. Кобзарева.
Александр Григорьевич был членом КПСС, депутатом Североуральского городского Совета депутатов трудящихся, членом партийного комитета треста «Бокситстрой», членом бюро «ШСУ № 1», делегатом XXV съезда КПСС.

## Память
Решением депутатов думы Североуральского городского округа имя А. Г. Кириковича занесено в Книгу вечной славы города Североуральска.

## Награды
За свои достижения был награждён:
- знак «Отличник социалистического соревнования Минтяжстроя СССР»;
- знак «Шахтёрская слава» 3 степени;
- знак «Шахтёрская слава» 2 степени;
- 11.08.1966 — звание Герой Социалистического Труда с золотой медалью Серп и Молот и орден Ленина «за выдающиеся успехи, достигнутые в выполнении заданий семилетнего плана по капитальному строительству»;
- 1979 — звание «Почётный гражданин Североуральска».